# Роланд Вольфарт
Роланд Вольфарт (нім. Roland Wohlfarth, нар. 11 січня 1963, Бохольт) — колишній німецький футболіст, що грав на позиції нападника. Молодіжний чемпіон світу (1981) та чемпіон Європи серед юніорів (1981). Дворазовий найкращий бомбардир Бундесліги (1989, 1991).
Виступав, зокрема, за «Баварію», з якою став п'ятиразовим чемпіоном ФРН, володарем Кубка ФРН та вдворазовим володарем Суперкубка ФРН. Також провів два матчі за національну збірну ФРН.

## Клубна кар'єра
У дорослому футболі дебютував 1981 року виступами за команду клубу «Дуйсбург», в якій провів три сезони, взявши участь у 71 матчі чемпіонату, в яких забив 39 голів. У 1984 році він став найкращим бомбардиром другої Бундесліги, забивши 30 голів у 35 матчах.
Своєю грою привернув увагу представників тренерського штабу «Баварії», до складу якої приєднався влітку 1984 року. Бомбардирові вдалося підтримати забивний темп і в «Баварії» — в списку найкращих голеадорів клубу він займає почесне третє місце, пропускаючи вперед лише Герда Мюллера і Карла-Гайнца Румменігге. На його рахунку 119 голів у 254 матчах за «Баварію». Двічі, Вольфарт ставав найкращим бомбардиром бундесліги — в сезонах 1988/89 (17 голів) і 1990/91 (21 гол).
Особливо значимим була здобуття першого тутулу. Сезон 1988-89 перебував на завершальній стадії, йшов 31-й тур, і «Баварія» грала в гостях у «Кельна». Цей матч був надзвичайно важливим — переможець фактично забезпечував собі чемпіонський титул. «Баварія» перемогла з рахунком 3:1 саме завдяки Вольфарту, який зробив хет-трик, забивши на 25, 85 і 89 хвилинах. В останньому турі нападник повторив своє досягнення, тричі засмутивши, цього разу, «Бохум». У підсумку «Баварія» здобула срібну «салатницю», а Роланд наздогнав за кількістю м'ячів «кельнця» Томаса Аллофса і зайняв разом з ним перше місце в списку бомбардирів.
Всього Вольфарт провів у клубі дев'ять сезонів, вигравши за цей час чемпіонат ФРН п'ять разів (1985, 1986, 1987, 1989, 1990), Кубок в 1986 році і Суперкубок в 1987 і 1990 роках, а також в 1987 році дійшов з командою до фіналу Кубка європейських чемпіонів.
У сезоні 1993/94 Вольфарт грав за французький «Сент-Етьєн», після чого повернувся в Німеччину, де виступав за «Бохум», «Лейпциг» та «Вупперталь».
Завершив професійну ігрову кар'єру у клубі німецької Оберліги «Бохольт» з рідного міста, за яку недовго виступав протягом сезону 1999/00 років. У 2000 році, після перелому ноги, Вольфарт завершив ігрову кар'єру.

## Виступи за збірні
У 1981 році у складі юнацької збірної ФРН (до 18 років) Вольфарт став чемпіоном Європи, а в складі молодіжної збірної (до 21 року) — чемпіоном світу і став найкращим бомбардиром турніру з 4 голами. Всього на молодіжному рівні зіграв у 12 офіційних матчах, забив 5 голів.
За національну збірну ФРН Вольфарт зіграв у двох товариських матчах: 15 жовтня 1986 року проти збірної Іспанії (2:2) і 6 червня 1989 року проти збірної Ірландії (1:1).

## Статистика виступів
| Клуб               | Сезон             | Ліга | Ліга | Кубки | Кубки | Єврокубки | Єврокубки | Інші | Інші | Разом | Разом |
| Клуб               | Сезон             | Ігри | Голи | Ігри  | Голи  | Ігри      | Голи      | Ігри | Голи | Ігри  | Голи  |
| ------------------ | ----------------- | ---- | ---- | ----- | ----- | --------- | --------- | ---- | ---- | ----- | ----- |
| Дуйсбург           | 1981/82           | 17   | 1    | 2     | 1     | 0         | 0         | 0    | 0    | 19    | 2     |
| Дуйсбург           | 1982/83           | 19   | 8    | 0     | 0     | -         | -         | 0    | 0    | 19    | 8     |
| Дуйсбург           | 1983/84           | 35   | 30   | 1     | 1     | -         | -         | 2    | 0    | 38    | 31    |
| Дуйсбург           | Разом             | 71   | 39   | 3     | 2     | 0         | 0         | 2    | 0    | 76    | 41    |
| "Баварія" (Мюнхен) | 1984/85           | 32   | 12   | 5     | 3     | 5         | 4         | 0    | 0    | 42    | 19    |
| "Баварія" (Мюнхен) | 1985/86           | 25   | 13   | 7     | 5     | 4         | 3         | 0    | 0    | 36    | 21    |
| "Баварія" (Мюнхен) | 1986/87           | 27   | 11   | 3     | 3     | 8         | 4         | 0    | 0    | 38    | 18    |
| "Баварія" (Мюнхен) | 1987/88           | 29   | 11   | 5     | 3     | 5         | 1         | 1    | 0    | 40    | 15    |
| "Баварія" (Мюнхен) | 1988/89           | 33   | 17   | 3     | 4     | 10        | 2         | 0    | 0    | 46    | 23    |
| "Баварія" (Мюнхен) | 1989/90           | 24   | 13   | 2     | 0     | 6         | 1         | 0    | 0    | 32    | 14    |
| "Баварія" (Мюнхен) | 1990/91           | 34   | 21   | 1     | 0     | 7         | 3         | 1    | 0    | 43    | 24    |
| "Баварія" (Мюнхен) | 1991/92           | 29   | 17   | 1     | 0     | 3         | 0         | 0    | 0    | 33    | 17    |
| "Баварія" (Мюнхен) | 1992/93           | 21   | 4    | 1     | 0     | 0         | 0         | 0    | 0    | 22    | 4     |
| "Баварія" (Мюнхен) | Разом             | 254  | 119  | 28    | 18    | 48        | 18        | 2    | 0    | 332   | 155   |
| Сент-Етьєн         | 1993/94           | 27   | 12   | 1     | 1     | 0         | 0         | 0    | 0    | 28    | 13    |
| Сент-Етьєн         | 1994/95           | 12   | 8    | 0     | 0     | 0         | 0         | 0    | 0    | 12    | 8     |
| Сент-Етьєн         | Разом             | 39   | 20   | 1     | 1     | 0         | 0         | 0    | 0    | 40    | 21    |
| Бохум              | 1994/95           | 11   | 0    | 0     | 0     | 0         | 0         | 0    | 0    | 11    | 0     |
| Бохум              | 1995/96           | 24   | 7    | 1     | 1     | -         | -         | 0    | 0    | 25    | 8     |
| Бохум              | 1996/97           | 5    | 0    | 0     | 0     | 0         | 0         | 0    | 0    | 5     | 0     |
| Бохум              | Разом             | 40   | 7    | 1     | 1     | 0         | 0         | 0    | 0    | 41    | 8     |
| Лейпциг            | 1997/98           | 15   | 4    | 0     | 0     | -         | -         | 0    | 0    | 15    | 4     |
| Лейпциг            | Разом             | 15   | 4    | 0     | 0     | 0         | 0         | 0    | 0    | 15    | 4     |
| Вупперталер        | 1998/99           | 14   | 4    | 0     | 0     | -         | -         | 0    | 0    | 14    | 4     |
| Вупперталер        | Разом             | 14   | 4    | 0     | 0     | 0         | 0         | 0    | 0    | 14    | 4     |
| Бохольт            | 1999/00           | 4    | 0    | 0     | 0     | -         | -         | 0    | 0    | 4     | 0     |
| Бохольт            | Разом             | 4    | 0    | 0     | 0     | 0         | 0         | 0    | 0    | 4     | 0     |
| Всього за кар'єру  | Всього за кар'єру | 437  | 193  | 33    | 22    | 48        | 18        | 4    | 0    | 522   | 233   |

## Титули і досягнення

### Командні
- Чемпіон ФРН (5):

«Баварія»: 1984-85, 1985-86, 1986-87, 1988-89, 1989-90
- Володар Кубка ФРН (1):

«Баварія»: 1985-86
- Володар Суперкубка ФРН (2):

«Баварія»: 1987, 1990

### Збірні
- Переможець юнацького (U-18) чемпіонату Європи: 1981
- Переможець молодіжного (U-20) чемпіонату світу: 1981

### Особисті
- Найкращий бомбардир Другої Бундесліги: 1983-84 (30 голів, разом з Емануелем Гюнтером)
- Найкращий бомбардир чемпіонату ФРН: 1988-89 (17 голів, разом з Томасом Аллофсом), 1990-91 (21 гол)
- Найкращий бомбардир Молодіжного чемпіонату світу: 1981 (4 голи, разом з Тахером Амером, Марком Куссасом і Ральфом Лозе).